# ゼノシリーズ
ゼノシリーズは、高橋哲哉によって生み出された、日本のサイエンス・フィクションゲーム作品群。第一作はスクウェアからで、以降は高橋らが設立したモノリスソフトが開発。発売も『ゼノギアス』はスクウェア（現・スクウェア・エニックス）、『ゼノサーガ』はナムコ（現・バンダイナムコエンターテインメント）、『ゼノブレイド』は任天堂と、シリーズ毎に変遷を辿っている。

## 概要
作品毎にスペースオペラ、ファンタジーなど世界観が異なり、違うタイトル間の明確な繋がりは無くそれぞれ独立した内容となっているが、似通った要素や共通する単語、別作品を彷彿させるデザインなどはある。
また、『ゼノギアス』と『ゼノサーガ』シリーズではロボットに搭乗することが可能となっており、生身とロボット双方でゲームを進行する形となる。『ゼノブレイド』シリーズでは主人公はロボットに乗れないものの、1作目にて「どうしてロボットに乗れないんだ？」という意見があり、開発内でも「そろそろロボットで戦いたい」と話し合われた事から2作目『ゼノブレイドクロス』では搭乗可能となっている。

## 作品リスト
- ゼノギアス（1998年）
- ゼノサーガシリーズ
  - ゼノサーガ エピソードI［力への意志］（2002年）
    - ゼノサーガ エピソードI リローディッド [力への意志] （2003年）

  - ゼノサーガ フリークス（2004年）
  - ゼノサーガ エピソードII［善悪の彼岸］（2004年）
    - ゼノサーガI・II （2006年）

  - ゼノサーガ パイド パイパー（2004年）
  - ゼノサーガ エピソードIII［ツァラトゥストラはかく語りき］（2006年）
- ゼノブレイドシリーズ
  - ゼノブレイド（2010年）
    - ゼノブレイド ディフィニティブ・エディション（2020年）

  - ゼノブレイドクロス（2015年）
    - ゼノブレイドクロス ディフィニティブ・エディション（2025年）

  - ゼノブレイド2（2017年）
    - ゼノブレイド2 黄金の国イーラ（2018年）

  - ゼノブレイド3（2022年）
    - ゼノブレイド3 新たなる未来（2023年）

## 外部出演
- FRONT MISSION3 - 『ゼノギアス』のキャラのコスプレが登場する。
- フィギュアヘッズ - 『ゼノギアス』のキャラやギアが出演。
- ワールド オブ ファイナルファンタジー - 『ゼノギアス』の最強のギア「ゼノギアス」をモチーフとしたミラージュが登場する。
- NAMCO x CAPCOM - 『ゼノサーガ』シリーズのキャラが出演。
- ヴィーナス&ブレイブス〜魔女と女神と滅びの予言〜 - 『ゼノサーガ』のKOS-MOSが登場する。
- 無限のフロンティア スーパーロボット大戦OGサーガ - 『ゼノサーガ』シリーズのキャラが出演。
- PROJECT X ZONEシリーズ - 『ゼノサーガ』『ゼノブレイド』のキャラが出演。
- スーパーマリオメーカー - 『ゼノブレイド』の主人公・シュルクがキャラマリオとして出演。
- 大乱闘スマッシュブラザーズシリーズ - 『ゼノブレイド』シリーズのキャラが出演。